# ماريوس ستيليانو
ماريوس ستيليانو (29 مارس 1993 بليماسول في قبرص - ) هو لاعب كرة قدم قبرصي في مركز الظهير. شارك مع منتخب قبرص تحت 21 سنة لكرة القدم ومنتخب قبرص لكرة القدم. أما مع النوادي، فقد لعب مع أبولون ليماسول.

## مسيرته الكروية
لعب ماريوس ستيليانو خلال مسيرته الاحترافية مع 3 أندية في عشرة مواسم وسجل خلالها هدفًا واحدًا ضمن 82 مباراة. حيث فاز في ثلاثة مواسم بالكأس ولم يفز بأي دوري.
خاض ماريوس ستيليانو مسيرته مع نادي أبولون ليماسول في موسم 2011–12 ليلعب معه ثمانية مواسم، مشاركًا في 82 مباراة سجل خلالها هدفًا واحدًا. ثم انتقل إلى نادي أومونيا في موسم 2019–20 لمدة موسم واحد، حيث لم يشارك في أي مباراة ولم يسجل أي هدف.

## روابط خارجية
- ماريوس ستيليانو على موقع الاتحاد الأوربي (الإنجليزية)
- ماريوس ستيليانو على موقع قاعدة بيانات كرة القدم.إي يو (الإنجليزية)
- ماريوس ستيليانو على موقع ناشيونال فوتبول تيمز (الإنجليزية)
- ماريوس ستيليانو على موقع Soccerway.com (الإنجليزية)
- ماريوس ستيليانو على موقع AS.com (الإسبانية)